# Велика Британія на літніх Олімпійських іграх 1972
На літніх Олімпійських іграх 1972 року Велику Британію представляли 284 спортсменів (210 чоловіків та 74 жінки). Вони завоювали 4 золотих, 5 срібних та 9 бронзових медалей, що вивело збірну на 12-е місце у неофіційному командному заліку.

## Медалісти
| Медаль | Спортсмен                                                 | Вид спорту       | Дисципліна                                                |
| ------ | --------------------------------------------------------- | ---------------- | --------------------------------------------------------- |
| Золото | Мері Пітерс                                               | Легка атлетика   | Жінки, п'ятиборство                                       |
| Золото | Річард Мід                                                | Кінний спорт     | Триборство, особиста першість                             |
| Золото | Річард Мід Мері Гордон-Ватсон Бріджет Паркер Марк Філліпс | Кінний спорт     | Триборство, командна першість                             |
| Золото | Родні Петтіссон Крістофер Девіс                           | Вітрильний спорт | Клас «Летючий голландець»                                 |
| Срібло | Мартін Рейнольдс Алан Песко Дейв Гемері Девід Дженкінс    | Легка атлетика   | Чоловіки, естафета 4 × 400 м                              |
| Срібло | Енн Мур                                                   | Кінний спорт     | Конкур, особиста першість                                 |
| Срібло | Девід Старбрук                                            | Дзюдо            | Чоловіки, до 93 кг                                        |
| Срібло | Девід Вілкі                                               | Плавання         | Чоловіки, 200 м брасом                                    |
| Срібло | Алан Воррен Девід Гант                                    | Вітрильний спорт | Клас «Темпест»                                            |
| Бронза | Ієн Стюарт                                                | Легка атлетика   | Чоловіки, 5000 м                                          |
| Бронза | Дейв Гемері                                               | Легка атлетика   | Чоловіки, 400 м з бар'єрами                               |
| Бронза | Ральф Еванс                                               | Бокс             | Чоловіки, до 48 кг                                        |
| Бронза | Джордж Терпін                                             | Бокс             | Чоловіки, до 54 кг                                        |
| Бронза | Алан Мінтер                                               | Бокс             | Чоловіки, до 71 кг                                        |
| Бронза | Вільям Мур Майкл Беннетт Ієн Галлам Рональд Кібл          | Велоспорт        | Чоловіки, командна гонка переслідування                   |
| Бронза | Браян Джекс                                               | Дзюдо            | Чоловіки, до 80 кг                                        |
| Бронза | Анджело Парізі                                            | Дзюдо            | Чоловіки, абсолютна категорія                             |
| Бронза | Джон Кайнох                                               | Стрільба         | Чоловіки, малокаліберна гвинтівка по рухомій мішені, 50 м |